# Drusus cantabricus
Drusus cantabricus là một loài Trichoptera trong họ Limnephilidae. Chúng phân bố ở miền Cổ bắc.